# Gil Torres
Gil Torres (Spagna, XII secolo – Roma, 5 novembre 1254) è stato un cardinale spagnolo, noto anche come Egidio Hispanus.

## Biografia
Nato in Spagna nel XII secolo, studiò presso l'Università di Parigi per poi diventare canonico a Burgos e abate dell'abbazia di Farfa. Papa Onorio III lo elevò al rango di cardinale nel concistoro del dicembre 1216. Nel 1234 fu eletto arcivescovo di Tarragona ma papa Gregorio IX non approvò l'elezione. Nel 1247 fu eletto arcivescovo di Toledo ma papa Innocenzo IV non approvò l'elezione in quanto lo voleva presente a Roma. 
Dal dicembre 1216 fino alla morte fu inoltre cardinale diacono dei Santi Cosma e Damiano e dal 1252 al 1254 cardinale protodiacono.
Morì nel 1254, ultimo superstite delle creazioni cardinalizie di Onorio III.

## Conclavi
Il cardinale Gil Torres ha partecipato a quattro conclavi:
- 1227, che elesse Gregorio IX;
- 1241, che elesse Celestino IV;
- 1241/1243, che elesse Innocenzo IV;
- 1254, che elesse Alessandro IV.